# Le Cannet-des-Maures
Le Cannet-des-Maures este o comună în departamentul Var din sud-estul Franței. În 2009 avea o populație de 4.013 de locuitori.

## Evoluția populației
| An        | 1975  | 1982  | 1990  | 1999  | 2006  | 2009  |
| --------- | ----- | ----- | ----- | ----- | ----- | ----- |
| Populație | 1.699 | 2.320 | 3.126 | 3.478 | 3.880 | 4.013 |